# NGC 7198
NGC 7198 ist eine linsenförmige Galaxie vom Hubble-Typ S0 im Sternbild Aquarius auf der Ekliptik. Sie ist schätzungsweise 220 Millionen Lichtjahre von der Milchstraße entfernt.
Das Objekt wurde am 31. Juli 1864 von Albert Marth entdeckt.